# The Poison Rose
The Poison Rose es una película estadounidense de suspense de 2019. Es dirigida por George Gallo, Francesco Cinquemani y Luca Giliberto, escrita por Richard Salvatore Francesco Cinquemani y Luca Giliberto, y protagonizada por John Travolta, Famke Janssen, Brendan Fraser y Morgan Freeman. La película fue estrenada el 24 de mayo de 2019 por Lionsgate.

## Sinopsis
Carson Phillips es una antigua estrella de fútbol americano reconvertido en Investigador Privado. El propio Phillips afirma tener cierta debilidad para socorrer a mujeres en apuros. Aunque normalmente suele trabajar en casos de poca envergadura, su última petición pronto se destapa como una conspiración a nivel nacional repleta de sospechosos, y lo que es peor, también de cadáveres. Cuando descubre que su propia hija es la sospechosa principal de la policía, se pone manos a la obra para tratar de probar su inocencia. Para ello no sólo tendrá que resolver los asesinatos, sino también desentrañar los sucios secretos que oculta su ciudad.

## Reparto
- John Travolta como Carson Philips.
- Famke Janssen como Jayne Hunt.
- Brendan Fraser como Dr. Miles Mitchell.
- Morgan Freeman como Doc.
- Peter Stormare como Slide.
- Robert Patrick como Chief Walsh.
- Kat Graham como Rose.
- Alice Pagani como Violet Gregory.
- Ella Bleu Travolta como Rebecca Hunt.

## Estreno
La película fue estrenada el 24 de mayo de 2019 por Lionsgate.